# Большой Пальник
Большой Пальник — деревня в Кочёвском районе Пермского края. Входит в состав Большекочинского сельского поселения. Располагается северо-восточнее районного центра, села Кочёво. Расстояние до районного центра составляет 14 км. По данным Всероссийской переписи населения 2010 года, в деревне проживало 37 человек (19 мужчин и 18 женщин).

## История
По данным на 1 июля 1963 года, в деревне проживало 186 человек. Населённый пункт входил в состав Большекочинского сельсовета.